# Palaquium warburgianum
Palaquium warburgianum là một loài thực vật có hoa trong họ Hồng xiêm. Loài này được Schltr. ex K.Krause mô tả khoa học đầu tiên năm 1923.